# Őrihodos
Őrihodos (Szlovéniában csak Hodos, szlovénul Hodoš [ˈxóːdoʃ], németül Hodosch [ˈhoːdɔʃ]) település és a hasonló alapfokú közigazgatási egység, község székhelye Szlovéniában. A szlovéniai magyarok egyik, többségben lakott települése a Muravidék északi, őrségi részén, a Vendvidéki-dombság (Goričko) szlovén tájegységben, a Pomurska szlovén közigazgatási régióban.

## Fekvése
Muraszombattól és Körmendtől 30 kilométerre, a magyar-szlovén határ szlovén oldalán, a Vas vármegyei Bajánsenye közvetlen nyugati szomszédságában, a Nagy-Kerkába ömlő Dolinci- (Dolányi-) patak bal partján fekszik. Vasútállomása a Muraszombat–Zalaegerszeg–Ukk–Boba-vasútvonalon van.
Magyarország belsőbb részei irányából a 7416-os úton érhető el a legegyszerűbben, amely út Lenti központjában ágazik ki a 75-ös főútból és a mai országhatár átlépésével érkezik Őrihodos területére.

## Nevének eredete
A község neve első hallásra víznévnek tűnik (hódban gazdag folyóvíz), jelenleg azonban ilyen nevű patak nincs a környéken. Elgondolkodtató, hogy szomszédos Dolány falut első írásos említésekor 1331-ben "Sancto Nicolao de Hudusfeu", (azaz Hodosfő-Szentmiklós) néven említik. Ebből a Hodosfő viszont egyértelműen pataknévre látszik utalni. Feltételezhető, hogy a Dolányi-patak eredeti neve volt Hódos, a pataknak a Nagy-Kerkába ömlésénél fekvő település pedig erről a patakról kapta a nevét.
A Hodos pataknévként a magyar nyelvterületen több helyen előfordult, illetve előfordul. Hodos-patak volt például Ugocsa vármegyében is.

## Története
Őrihodos a múltban az Őrség része volt, ahol a magyar honfoglalást követően a csatlakozott népekből szervezett határőrök éltek. Legnagyobb településeik a Goričko északkeleti részében, a Kerka patak völgyében, illetve Hodos térségében voltak. Hodos környékének terepbejárásai során, 1991 tavaszán a térségben több halmot fedeztek fel. Két halom a falu végén, a helybéliek által Kőhegy néven ismert részen található.
A település első közvetett írásos említése 1331-ből származik, amikor a szomszédos Dolány falu még a magyar Hodosfőszentmiklós (Sancto Nicolao de Hudusfeu) alakban szerepel és határában magyar patakneveket jegyeztek fel. Első, minden kétséget kizáró írásos említése 1452-ből származik "Hodos in districtu Ewrseg" (Hodos az Őrségi Kerületben) alakban. 1453-ban és 1472-ben is "Hodos" néven említik a korabeli források.
Hodos az Őrség részeként az akkori Németújvár (Güssing) mindenkori birtokosának uralma alá tartozott.
Hodos középkori temploma, amelyet eredetileg Szent András tiszteletére szenteltek, az okleveles adatok és a régészeti kutatások szerint valószínűleg a XIII. században épült. A hodosiak az 1500-as évek végén protestánssá lettek. Kezdetben az Őrség többi falujához hasonlóan a kálvinista irányzatot követték, majd 1678 táján, amikor Perenyei Bálint volt a falu prédikátora, az evangélikussághoz csatlakoztak. A hodosiak 1644-ben templomukat palánkkal vették körül, megpróbálták megerősíteni, hogy védekezni tudjanak a török ellen.
Az 1697-98-as Kazó-féle vizitáció idején a falunak 58 magyar lakosa volt.
A templomot 1732-ben Rosty István alispán katonasággal foglalta el és átadta a katolikusoknak. Az épület új védőszentje már nem Szent András, hanem Szent Erzsébet lett. Az ősi templom 1826-ban tűzvész következtében leégett, de romjai még egészen az 1890-es évekig megvoltak.
Vályi András szerint " HODOS. Elegyes magyar falu Vas Várm. földes Ura G. Batthyáni Uraság, lakosai katolikusok, és evangelikusok, fekszik Múra vizéhez nem meszsze, határja szoross, és földgye is sovány."
Nepesnépi Zakál György 1818-ban a következőket írja a faluról: "Hodos, a' mely felső és alsó Szerből áll 30 gazdát tart. Az alsó Szerbe Nemes Birtokosok és Szabadosok is vannak. A1 határa nagy kiterjedésű, és észak felöl Szalafővel határos; napnyugot felöl pedig Dolinczal és Saallal, a'hol végzödik Eörseghnek is Határa. Ez a1 Helység a' Kerkátul egy kitsit távolabb esik"
Kossics József 1828-ban az alábbiakat jegyzi fel az evangélikus templomról: "Hodos, ez ugyan Magyar templom, de némellykor Vandalusul is tartatik benne az isteni szolgálat az egy néhány közel lévő Vandalus helységek kedvéért"
Fényes Elek szerint " Hodos, magyar falu, Vas vmegyében, az ugynevezett Őrségen, 5 kath., 237 evang., 44 ref. lak. Evang. anyaeklézsia, és oskola. Az ide való kath. parochia a kerczaival köttetett össze, minthogy temploma elpusztult. Határa sovány és erdős. F. u. gr. Batthyáni Károly és több földesurak. Ut. p. Lövő."
Az 1852-es Schematismus szerint a települést magyarok lakták, katolikus temploma elpusztult, plébániáját szervezetileg a kercaival egyesítették. A felekezeti megoszlás: 240 evangélikus, 55 református, 12 katolikus
Vas vármegye monográfiája szerint " Hodos, ősnemes őrségi község, 93 házzal és 444 vegyes vallású magyar lakossal. A körjegyzőség székhelye. Postája Nagy-Dolincz, távírója Szt.-Gotthárd. Ág. ev. temploma 1826-ban leégett, de 1839-ben újra felépült. Itt működött mint református lelkész Kardos János egyházi író és népköltő. A községben egy XIII. századbeli, román stílusú templom romjai voltak láthatók, de legutóbb a romokat széthordták."

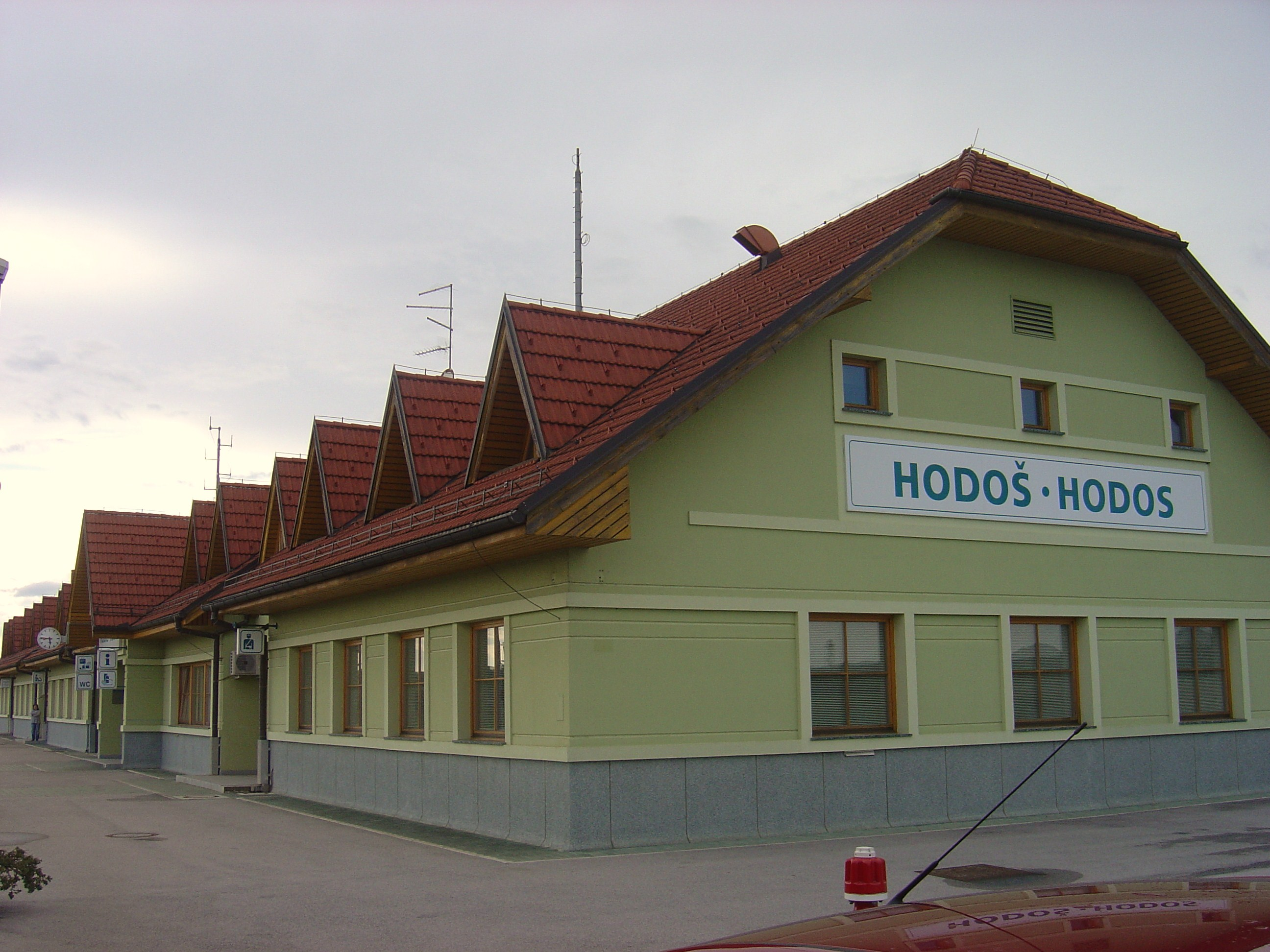
Őrihodos vasútállomása

1910-ben 496, túlnyomóan magyar lakosa volt. A trianoni békeszerződésig, majd 1941-1945 között újra Vas vármegye Szentgotthárdi járásához tartozott. A falut 1919-ben néhány napig a Vendvidéki Köztársaság uralta. Az Őrvidék közigazgatási és gazdasági központja volt. Itt működött a tűzoltó-parancsnokság, a csendőrség, a bank, az általános iskola, a mészárszék, a vadászegylet, a bábaasszony-szolgálat, az egyházi központ és a határőr-igazgatóság is.
2007. december 21-ig közúti és vasúti határátkelőhely volt Bajánsenye (Magyarország) felé.
2002-ben 251 lakosa volt. (Kapornakkal együtt 356 lakosából 161 szlovén és 159 magyar volt.) A község, mióta önállósult, jelentős fejlődésnek indult. A volt határőrlaktanya átalakításával ifjúsági központ létesült. Polgármestere Orbán Lajos, aki nagyon jó kapcsolatot alakított ki a szomszédos magyarországi községekkel: Őriszentpéterrel, Bajánsenyével, Kercaszomorral és Szalafővel, valamint a szlovákiai Hodos (Vydrany), és a magyarországi Sand testvér-községekkel. A községben 114 évvel ezelőtt alakult meg az Önkéntes Tűzoltó Egyesület, ami a vidék egyik legrégibb egyesülete. „Őrség” néven színjátszó csoport és énekkar is működik. Labdarúgó egyesülete is a vidék legjobbjai közé tartozik. Óvodája, valamint Népkönyvtára már több mint négy évtizede működik.

## Nevezetességei
- A hodosi víztározó és tanösvény
- Az evangélikus templom

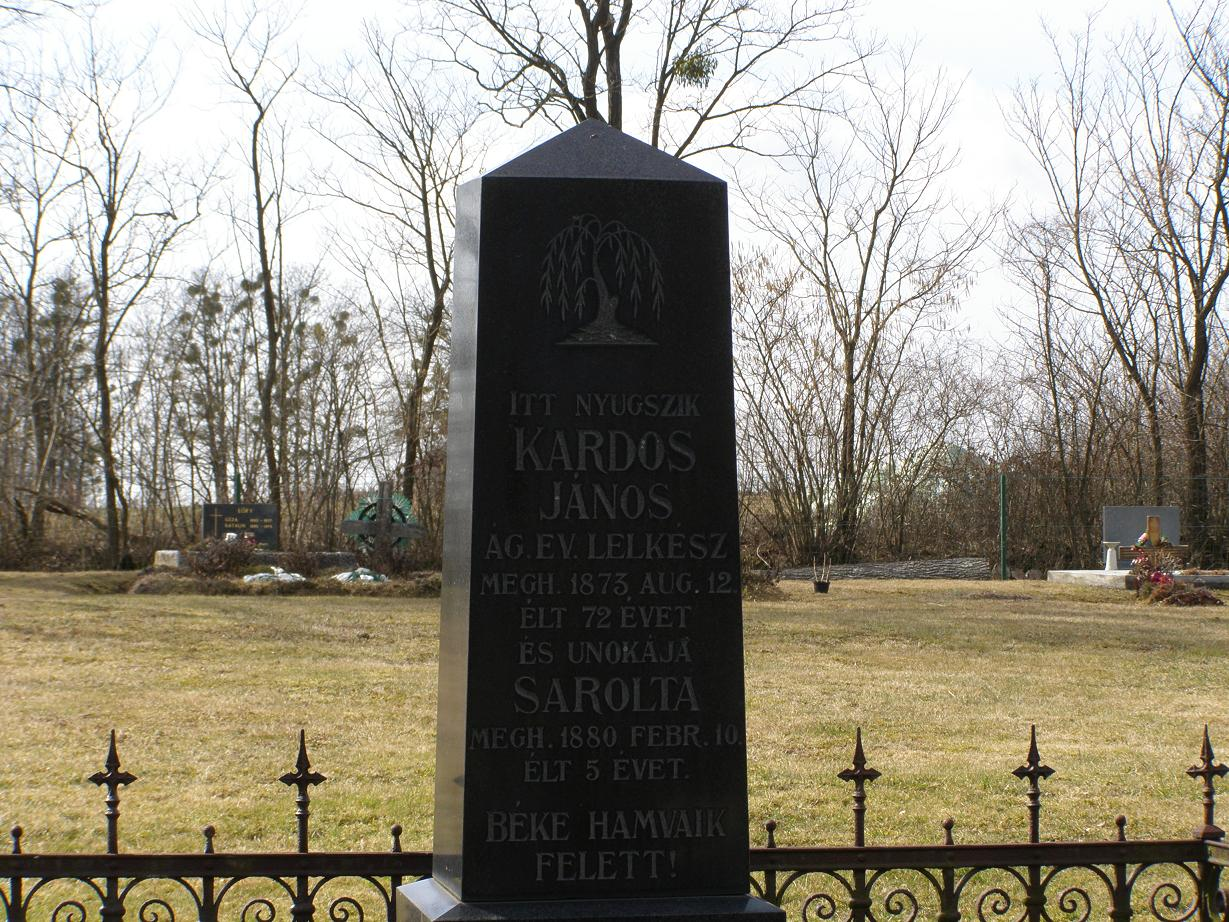
Kardos János sírja a régi temetőben

- Az ifjúsági központ – az egykori hodosi laktanya
- A dolányi út mellett lévő kút
- Kardos János síremléke a hodosi régi temetőben

## Híres emberek
- Berke Balázs költő, író
- Czipott György evangélikus lelkész, író
- Czipott Rudolf író
- Kardos János evangélikus lelkész, író, költő, műfordító
- Kotsmar Mihály író
- Könnye Ferdinánd (Könnye Nándor, Könye Nándor, Könye Ferdinánd, Kotormányi Könye Nándor névalakban is) (Hodos, 1850 - Ungvár, 1912) nyelvész, szótárszerkesztő
- Perenyei Bálint evangélikus lelkész